# Stazione di Oyama
La stazione di Oyama (小山駅?, Oyama-eki) è una stazione ferroviaria della città di Oyama, nella prefettura di Tochigi della regione del Tōhoku utilizzata dai servizi del Tōhoku Shinkansen e da diverse linee locali.

## Linee
- East Japan Railway Company
  -  Tōhoku Shinkansen
  - ■ Linea principale Tōhoku
  - ■ Linea Ryōmō
  - ■ Linea Mito
  - ■ Linea Utsunomiya
  - ■ Linea Shōnan-Shinjuku

## Struttura

### Sezione Shinkansen
La stazione per i treni ad alta velocità Shinkansen è realizzata su viadotto. È costituita da quattro binari, di cui due per i treni in passaggio e due (quelli laterali) per i treni che fermano. È inoltre presente un quinto binario per i treni che terminano qui la loro corsa. 
| 1 | Tōhoku Shinkansen | per Kōriyama, Sendai, Morioka, Hachinohe, Shin-Aomori, Yamagata, Shinjō e Akita |
| 4 | Tōhoku Shinkansen | per Ōmiya, Ueno e Tokyo                                                         |
| 4 | Tōhoku Shinkansen | binario di servizio                                                             |

### Stazione linee regionali
Le linee regionali sono tutte in superficie e sono presenti quattro marciapiedi centrali con 8 binari. La linea Ryōmō termina in questa stazione, e quindi dispone di binari tronchi.
| 6-8   | ■ Linea Ryōmō           | per Tochigi, Sano, Hanyū e Takasaki            |
| 9-10  | ■ Linea Utsunomiya      | per Utsunomiya e Kuroiso                       |
| 12-13 | ■ Linea Utsunomiya      | per Ōmiya, Akabane e Ueno                      |
| 12-13 | ■ Linea Shōnan-Shinjuku | per Ōmiya, Shinjuku, Yokohama, Ōfuna e Odawara |
| 15-16 | ■ Linea Mito            | per Shimodate, Mooka e Mito                    |